# Amurbussard
Der Amurbussard (Butastur indicus), auch Graugesichtbussard, Amurteesa oder Kiefernteesa, ist eine Greifvogelart aus der Gattung der Heuschreckenbussarde innerhalb der Familie der Habichtartigen, die in Südostasien verbreitet ist.

## Merkmale und Lebensweise

### Aussehen
| Körpermaße des Amurbussards |             |             |
|                             | Männchen    | Weibchen    |
| Gesamtlänge                 | 38 – 43 cm  | 40 – 42 cm  |
| Flügellänge                 | 29 – 33 cm  | 31 – 36 cm  |
| Schwanzlänge                | 18 – 22 cm  | 20 cm       |
| Schnabellänge               | 19 – 29 mm  | 21 – 28 mm  |
| Fußlänge                    | 56 – 66 mm  | 51 – 68 mm  |
| Gewicht                     | 390 – 500 g | 430 – 575 g |

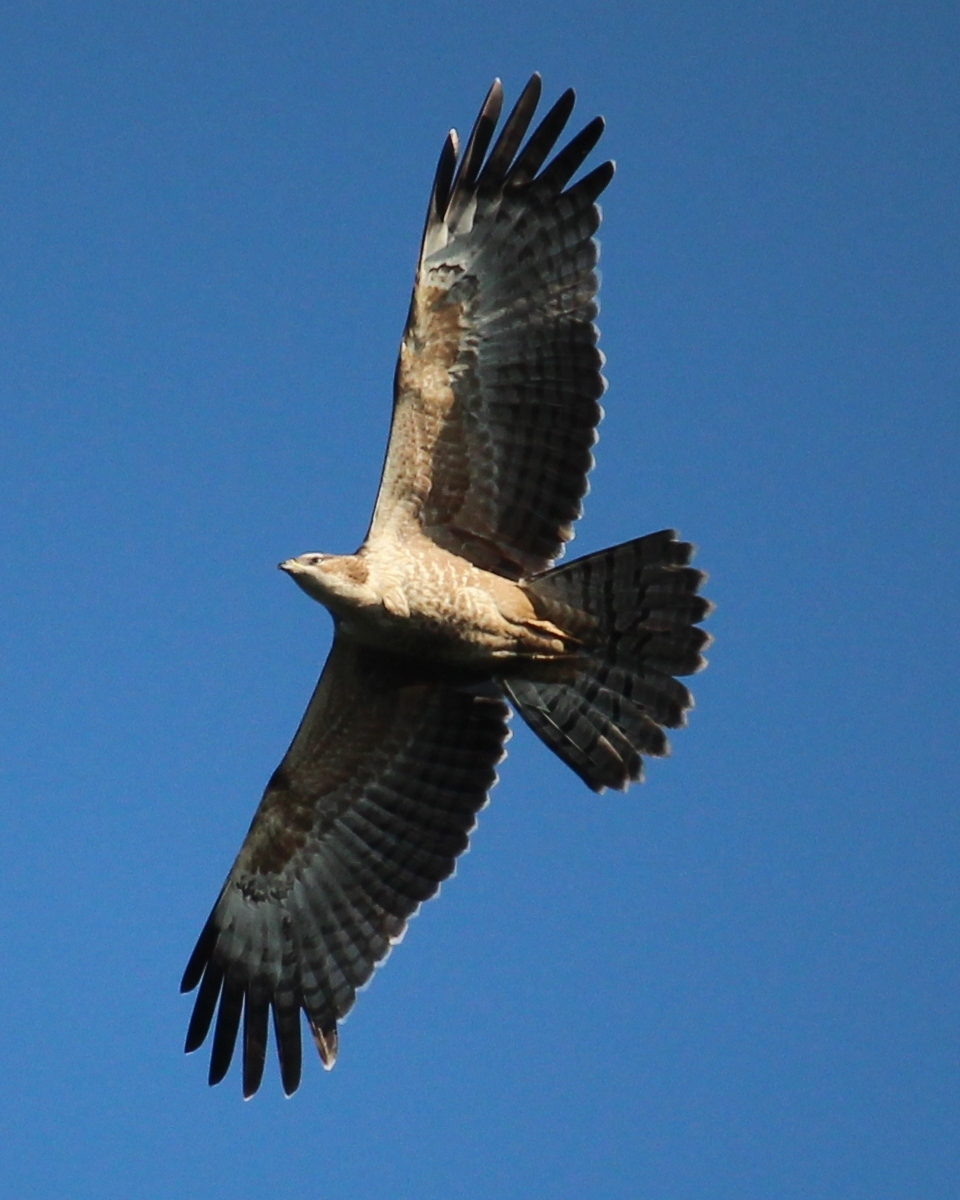
Amurbussard im Flug am Nokoyama in der japanischen Präfektur Gifu

Die Färbung des Gefieders ist bei Männchen und Weibchen ähnlich. Ausgewachsene Tiere sind rötlichbraun auf der Oberseite. Namensgebend ist das zwischen den Augen graue Gesicht der Vögel von dem ein grauer Streifen den Hals entlang läuft. Die Brust ist braun bis dunkelbraun mit braunen Querstreifen und die Schwanzfedern sind graubraun mit vier braunen Querstreifen. Die Iris hat eine intensive gelbe Farbe. Jungtiere sind weniger rötlich gefärbt und weisen dunkelbraune Längsstreifen auf, die vom Hals bis zum Bauch laufen. Ihre Augen, Augenbrauenbögen und das Gesicht sind braun.
Amurbussarde sind schmaler als der ähnlich aussehende Habicht (Accipiter  gentilis) oder Mäusebussard (Buteo buteo). Ausgewachsene Tiere haben eine Gesamtlänge von etwa 40 cm und eine Flügellänge zwischen 29 und 36 cm.

### Stimme
Der Ruf des Amurbussards ist „Pic qeee“ mit der Betonung auf der ersten Silbe und einer langgezogenen zweiten Silbe. Der Ruf wird manchmal von Eichelhähern nachgeahmt, die ihn jedoch oft um ein „gsharrr gsharrr“ verlängern.

### Lebensweise
Der Amurbussard ist ein Zugvogel. Die Vögel überwintern auf den Ryūkyū-Inseln, Taiwan und in Südchina bis zur Malaiischen Halbinsel und Indonesien. Im Herbst ziehen sie in Scharen von 25 bis 30 Vögeln zum Brüten nach Japan (bis Honshū) und in den Osten Russlands in das Amur-Gebiet und die Region um den Fluss Ussuri. Nördlichstes Brutgebiet in Japan sind die Präfekturen Iwate und Akita. Die Weibchen legen zwischen Ende April und Anfang Mai Gelege von zwei bis vier Eiern. Die Küken schlüpfen etwa einen Monat später zwischen Ende Mai und Anfang Juni und brauchen etwa 35 Tage um flügge zu werden. Danach werden sie noch zwei Wochen lang um das Nest gefüttert. Eine Generationslänge dauert 6 bis 7 Jahre. Der Amurbussard wurde in Geländehöhen bis etwa 2000 m beobachtet. Zu den bevorzugten Lebensräumen zählen Wälder, Feuchtgebiete und Plantagen.

### Beute
Amurbussarde jagen kleinere Tiere. In Japan zählen zu den Beutetieren kleine Säugetiere (z. B. Japanische Wühlmaus und Japanischer Spitzmull), Vögel (z. B. Feldsperling und Emberiza cioides), Reptilien (z. B. Japanische Vierstreifennatter und Japanischer Schnellläufer), Amphibien (z. B. Teichfrosch und Rana japonica), Krebstiere (z. B. Roter Amerikanischer Sumpfkrebs und Geothelphusa dehaani) und Insekten (z. B. Europäische Wanderheuschrecke, Graptopsaltria nigrofuscata und Japanischer Eichenseidenspinner).

## Vorkommen und Gefährdungsstatus

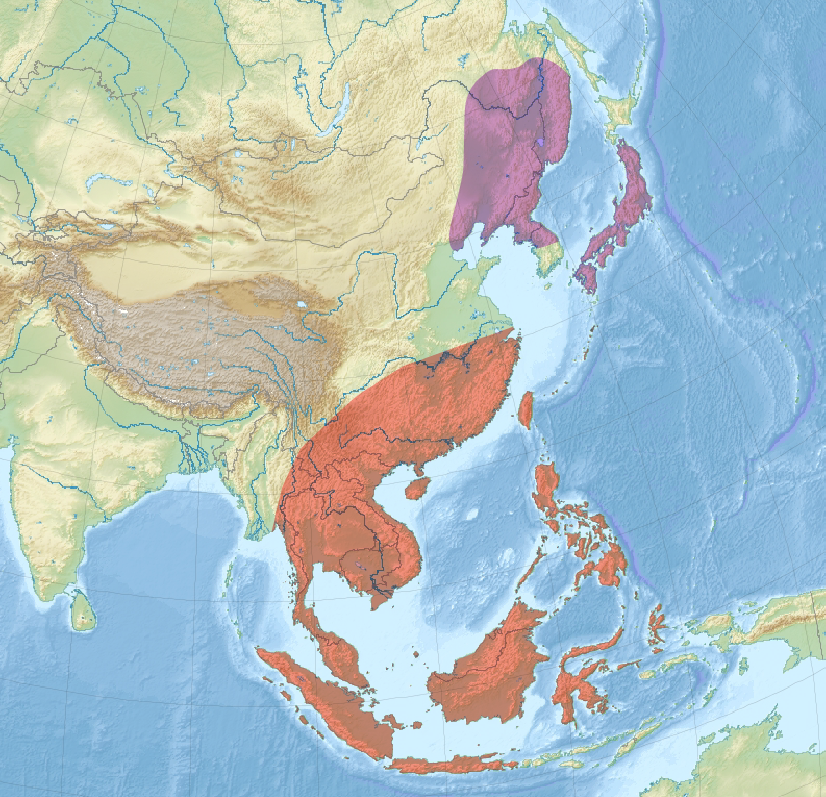
Verbreitungskarte des Amurbussards; violett: verbreitet und Brutgebiet, rot: verbreitet, kein Brutgebiet

Der Amurbussard ist in Südostasien verbreitet. Dort kommt er auf Indonesien, Malaysia, der Malaiischen Halbinsel, in Kambodscha, Myanmar, Laos, Vietnam, den Philippinen, China, Taiwan, Japan, auf der koreanischen Halbinsel, in China und im Osten Russlands vor. Die Gesamtpopulation wird auf über 100.000 Tiere geschätzt. Die Population ist rückläufig, die Art wird jedoch von der Weltnaturschutzunion (IUCN) wegen ihres sehr großen Verbreitungsgebietes als nicht gefährdet (Least Concern) eingestuft. Auf der nationalen Roten Liste Japans wird die Art (jap. サシバ Sashiba) dagegen als gefährdet (Vulnerable) eingestuft, da der Bestand in Japan in den letzten 40 Jahren um ca. 75 % zurückgegangen ist. Schätzungen nach werden jedes Jahr bis zu 1000 Amurbussarde in Taiwan abgeschossen.

## Systematik
Der Amurbussard (Bustatur indicus) ist eine Greifvogelart aus der Gattung der Heuschreckenbussarde innerhalb der Familie der Habichtartigen (Accipitridae). Die Art wurde 1788 von dem deutschen Mediziner und Naturwissenschaftler Johann Friedrich Gmelin als Falco indicus erstbeschrieben.